# Boscarla africana
La boscarla africana (Acrocephalus baeticatus) és una espècie d'ocell de la família dels acrocefàlids (Acrocephalidae) que habita canyars, matolls a prop de l'aigua i manglars de l'Àfrica subsahariana. Considerat antany una espècie de ple dret, modernament ha estat inclòs a Acrocephalus scirpaceus, arran estudis coma ara Olsson et al. 2016